# Tètanus neonatal
Tètanus neonatal és un tipus de tètanus que succeeix en els nadons. Estan en risc especialment aquells infants que no van adquirir immunitat passiva per part de la mare. Usualment passa quan es presenta una infecció en el cordó umbilical que va ser tallat amb instruments no adequats o que no van ser apropiadament esterilitzats. El tètanus neonatal es presenta amb major freqüència en els països en vies de desenvolupament sobretot aquells que compten amb menor desenvolupament en el sector salut. A més, és molt poc freqüent en països desenvolupats.

## Període d'incubació
El període d'incubació del tètanus pot ser de diversos mesos, però usualment els símptomes es presenten als vuit dies. En el cas de tètanus neonatal els símptomes solen aparèixer de quatre a catorze dies després del naixement. La taxa de mort entre els infants infectats va d'un 70% a un 100% dels casos, presentant-se el decés a les dues setmanes. Amb la base de diferents informes mèdicss s'han identificat quatre tipus diferents de tètanus neonatal.

## Abast
L'any 2000 el tètanus neonatal va ser el responsable per aproximadament el 14% (215.000) de totes les morts en recent nascuts. L'any 2008, 59.000 de nadons de tot el món van morir com a conseqüència del tètanus neonatal. El juliol de l'any 2005, 57 països es van identificar com a països en risc i 27 d'aquests països representen el 90% dels casos. Finalment, al desembre de l'any 2013 els països identificats en risc es van reduir a 25.

## Erradicació
L'any 1989 l'Assemblea Mundial de la Salut va aprovar una resolució indicant un pla d'acció per erradicar el tètanus matern i neonatal pel 1995. Encara que després, al comprovar el lent avanç de la implementació de les mesures proposades, la data es va posposar fins al 2000. L'any 1999 es va estendre fins al 2005 i, finalment, es va endur la data límit a 2015. No obstant això, al 2015 la malaltia encara era endèmica a 21 països. En contrast, el tètanus en general no pot erradicar-se, ja que el bacteri sobreviu de manera indefinida en el medi ambient com a endòspora. A causa d'aquest últim fet, i a diferència d'altres malalties infeccioses, el tètanus neonatal es considera erradicat si la taxa anual és de menys d'un cas cada mil nascuts vius.
El programa se centra en la vacunació de les dones embarassades quan aquestes van a fer-se un control prenatal, la qual es complementa amb la vacunació de dones en edat fèrtil i la presa de mesures profilàctiques durant el part. Aquesta estratègia resulta especialment efectiva a Amèrica, Àsia oriental, Europa i Oceania, on 9 de cada 10 dones es fan com a mínim un control prenatal; tot i que és insuficient a l'Orient Mitjà i l'Àfrica, on aquest percentatge baixa molt.
L'UNICEF va prendre la iniciativa, assistida amb altres organismes de les Nacions Unides, governs individuals i organitzacions sense ànim de lucre. Per a l'any 2000 la malaltia va ser declarada com eliminada en 104 de 161 països en desenvolupament. Després la campanya contra el tètanus neonatal es va expandir a causa de les infeccions a la mare i l'objectiu de la campanya ja no només va ser el nounat sinó es va incloure ara també a la futura mare. Entre l'any 2000 i el 2017 la malaltia es va erradicar en 43 països, encara que segueix sent endèmica en altres 16.
Als països afectats, hi va haver una manca de consciència sobre el tètanus maternal-neonatal i en com prevenir-lo. S'han posat en marxa campanyes d'educació i immunització en la resta dels països en risc i estan dirigides especialment a dones embarassades. Les campanyes d'educació estan especialment enfocades a les pràctiques higièniques a l'hora del part, la cura del cordó umbilical així com la immunització necessària.
A Egipte, el nombre de casos de tètanus neonatal va disminuir bastant passant de 4000 casos anuals a una mica menys de 500, com a resultat d'una campanya d'immunització. Al Marroc, el tètanus neonatal era el responsable del 20% de morts al 1987 passant a un 2% l'any 1992. Al 1998, a Uganda, es van registrar 3433 casos de tètanus neonatal, on d'aquests 2403 van morir. Després d'un gran esforç publicitari, a l'any 2011, Uganda va ser certificada per haver eliminat el tètanus. Al 2011, Pampers es va unir amb UNICEF apuntant al tètanus maternal-neonatal a Yemen. Al 2010, Kiwanis International es va comprometre elevar fins a 110 milions de dòlars el pressupost per a l'eliminació del tètanus maternal-neonatal, juntament amb UNICEF.

### Amèrica
Prenent com a base la resolució del 1989, a finals d'aquest mateix any, l'Organització Panamericana de la Salut va aprovar el seu programa d'erradicació. Des de 2003 l'esforç es va centrar a Haití, l'últim país del continent on la malaltia seguia sent endèmica. Al setembre de 2017 la regió d'Amèrica va ser declarada «lliure de tètanus matern i neonatal» per l'Organització Mundial de la Salut.

### Europa
A l'Europa occidental la vacunació va començar a aplicar-se a gran escala a mitjans dels anys 50, per la qual cosa per al 1995 diversos països de la regió ja havien erradicat el tètanus neonatal. No obstant això, l'Organització Mundial de la Salut va indicar que durant l'any 1997 es van reportar uns 500 casos, amb transmissió regular al 68% dels països del continent.
El punt d'inflexió es va produir al 1997 quan la Unió Europea va ratificar l'article 5 del programa "Salut per a tots a l'any 2000", segons la qual els països membres es comprometien a erradicar durant l'any 2000 el xarampió, la poliomielitis, el tètanus neonatal, la diftèria i la rubèola congènita. És important que sigui especialment rellevant en els països en els quals la vacunació estigui a càrrec del sistema de salut privat (particularment Bèlgica i Alemanya), ja que en ells ni tan sols existíen estadístiques fiables de l'abast real de la mateixa. Rere la ratificació, la vacunació va passar per a ser una qüestió de salut pública, aquestes malalties van passar a ser «de declaració obligatòria», es va establir la vacunació gratuïta i es varen crear sistemes de control per assegurar-se que almenys el 95% de la població havia estat vacunada.
Al 1999 els tres països amb major índex de contagis van ser Turquia, Albània i Iugoslàvia.
En els dos últims hi va influir la guerra de Kosovo, que va dificultar les tasques de vacunació. Quan aquesta va finalitzar es va produir un augment en el nombre de casos a la regió, a causa principalment al fet que les dones rebutjaven la vacunació a causa de l'expansió d'un rumor que els serbis les estaven utilitzant per causar esterilitat. Finalment, l'any 2009 es va aconseguir erradicar la malaltia del continent, sent Turquia l'últim país en aconseguir-ho.

## Índia
Els programes nacionals de salut van començar l'any 1983 i van ser implementats pel govern de l'Índia, quan se'ls va començar a donar a totes les dones embarassades dues dosis de la vacuna contra el tètanus. Amb això es va aconseguir que el nombre de morts de gairebé 80.000 l'any 1990 descendís a menys de 500 al 2013 i 2014. Aquest país va reduir el seu índex de mortalitat infantil de 380 al 1990 a 40 l'any 2015 i el seu índex de mortalitat en mares va passar de 540 a 167 en el mateix any. Al maig de 2015, l'Organització Mundial de la Salut va declarar a l'Índia com un país lliure del tètanus neonatal. Aquest anunci el va realitzar la primera ministra Narendra Modi en el seu discurs d'inauguració en el "Call to Action Summit" a Nova Delhi.